# Lymington

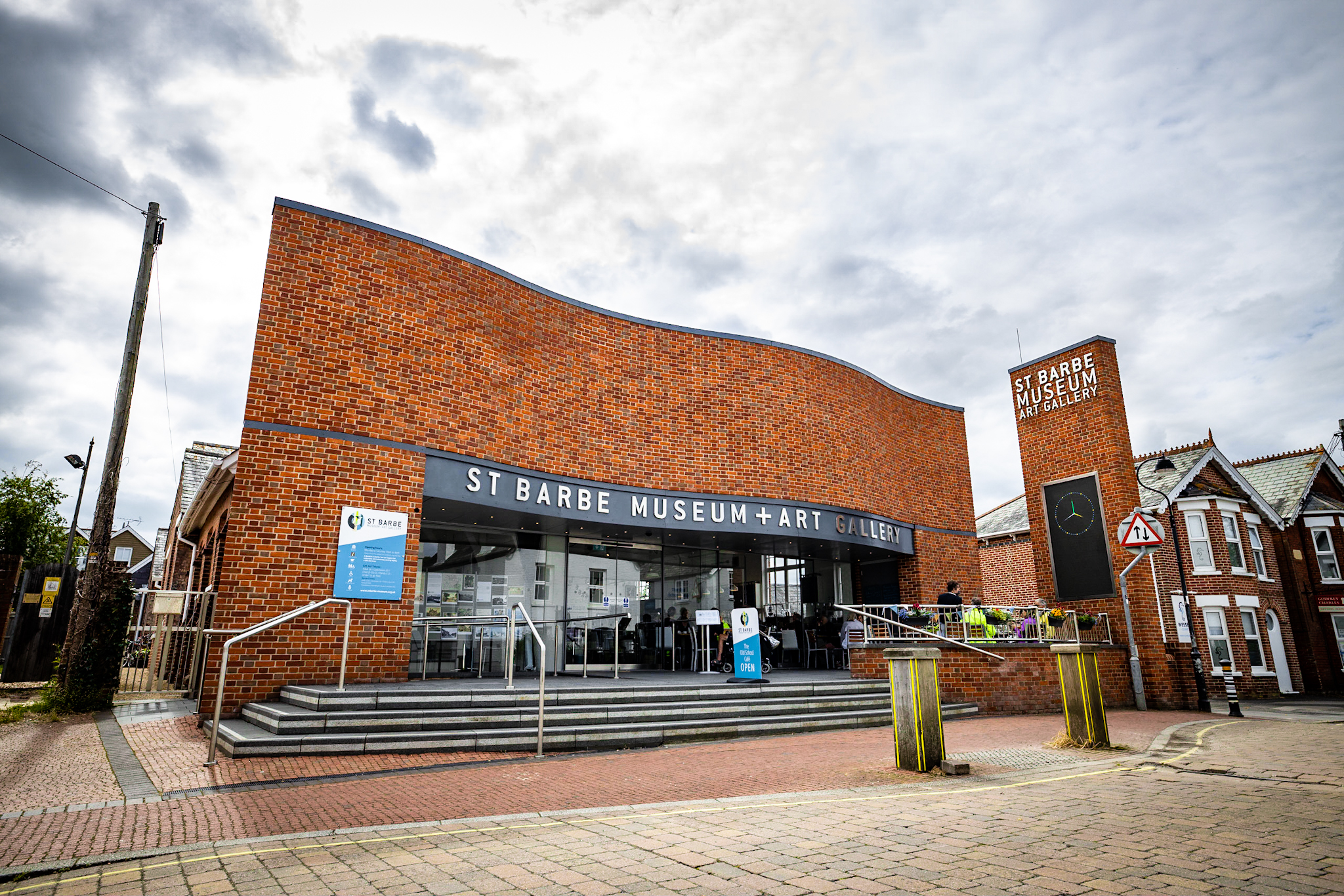
Museo y Galería de Arte St Barbe

Lymington (/ lɪmɨŋtən /) es una localidad situada en el distrito de New Forest, en Hampshire, Inglaterra. Tiene una población estimada, a mediados de 2022, de 14 800 habitantes.
Está ubicada en la orilla oeste del río Lymington, en el estrecho de Solent, frente a Yarmouth (isla de Wight). Existe un ferry que conecta ambas localidades.

## Economía
La localidad cuenta con una importante industria turística, debido a su proximidad al parque nacional New Forest y a su puerto. Es un importante centro de deportes náuticos, con tres puertos deportivos.
La calle principal ha experimentado un cambio rápido en los últimos años, con una presencia cada vez mayor de cadenas de tiendas y franquicias de cafeterías.
Lymington tiene una amplia gama de tiendas y un gran mercado callejero en High Street, así como tres supermercados: Waitrose, un pequeño Tesco en High Street y un local de Marks and Spencer Food Hall. Varias campañas locales resultaron en el rechazo de propuestas para la apertura de un punto de venta de la cadena Argos y en 2010 de la cadena de pubs JD Wetherspoon. Sin embargo, una segunda propuesta de Wetherspoons en 2012 tuvo éxito y un pub llamado The Six Bells abrió en 2013.

## Ciudades hermanadas
- Almansa (España)
- Vitré (Francia)
- Mosbach (Alemania)